# Volkmar von Anderten

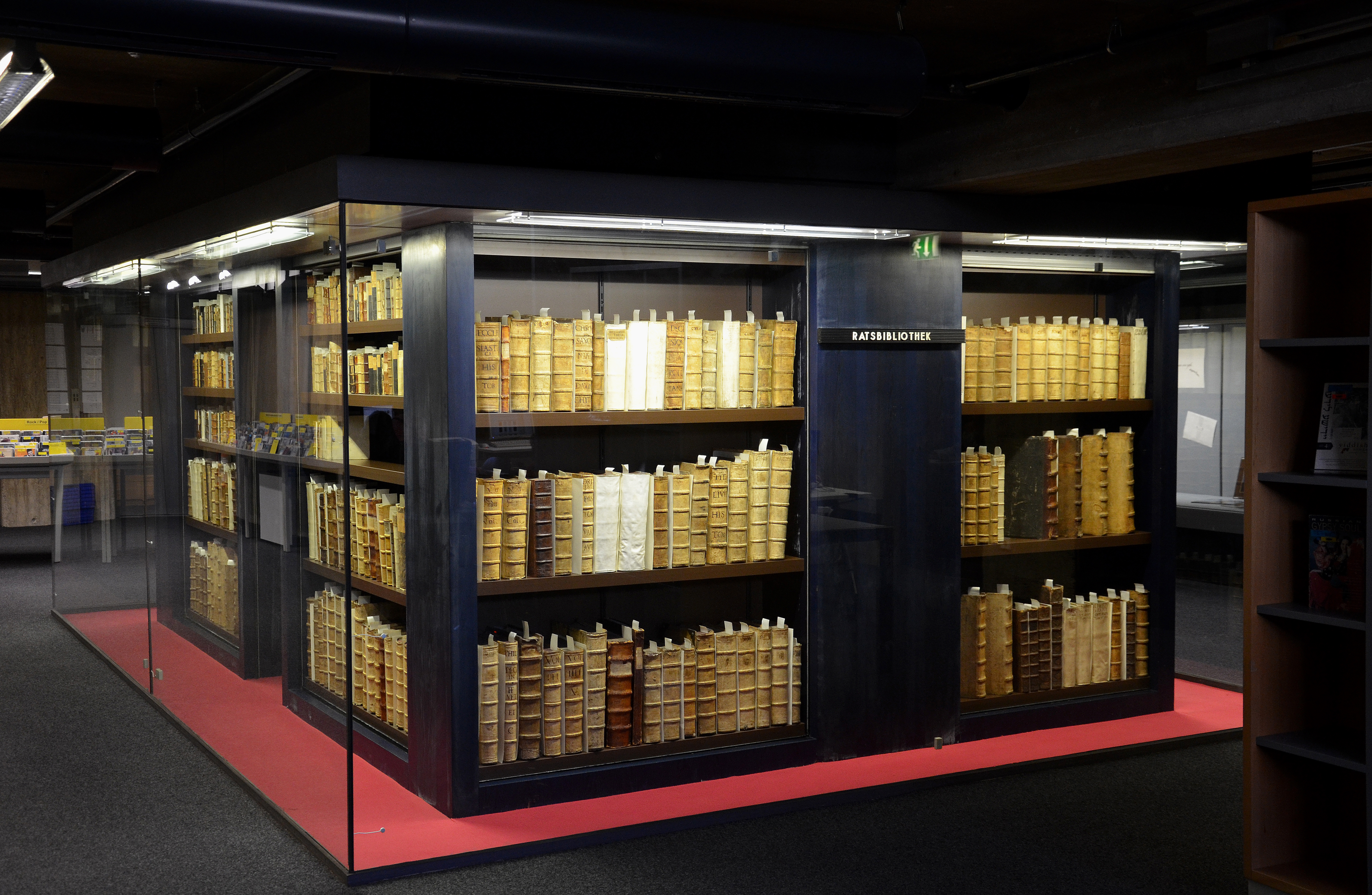
Die Ratsbibliothek in Hannover bereicherte Volkmar von Anderten 1476 durch seine Buchbestände

Volkmar von Anderten (* 1410 (?); † 9. März 1481 in Lübeck) war ein deutscher Geistlicher und Domherr in Lübeck. Seine testamentarische Bücherstiftung an die Ratsbibliothek Hannover ist eine der Keimzellen der Stadtbibliothek Hannover.

## Leben
Volkmar von Anderten stammte aus einer seit 1301 bekundeten Familie in Hannover, die über mehrere Jahrhunderte Kaufleute und Ratsherren und Bürgermeister in der Stadt stellte. Er war ein Bruder des Bürgermeisters Diderik von Anderten (1425–1460).
Wegen der häufigen Vergabe des Vornamens Volkmar in der Familie ist eine Abgrenzung manchmal schwierig. Ein Volkmar von Anderten wurde im Jahr 1410 geboren und 1426 an der Universität Leipzig immatrikuliert. Im Oktober 1444 findet sich die Immatrikulation eines Volkmarus Anderten an der Universität Rostock; 1452 nennt auch die Matrikel der Universität Erfurt einen Träger dieses Namens. Welcher diese Einträge den späteren Lübecker Domherrn betrifft, ist nicht nachweisbar.
Seit 1463 ist er als Domherr in Lübeck nachgewiesen und wird ab 1466 als Lizenziat des Kanonischen Rechts (licentiatus in decretis) bezeichnet. Seit 1467 war er Offizial des Bistums Lübeck und beglaubigte als solcher mehrfach diplomatische Urkunden durch Vidimus und Transsumpt. Inschriftlich überliefert ist auch ein Kanoniker dieses Namens am Kollegiatstift der Heilig-Kreuz-Kirche (Hildesheim). Da dieser aber nach dem Verzeichnis der Kanoniker noch 1491 am Leben war, wird es sich dabei um einen Namensvetter handeln.
Volkmar von Anderten stiftete 1479 seine Büchersammlung seiner Heimatstadt Hannover, „von der (als Bestandteil der sogenannten Ratsbibliothek) 19 Handschriftenbände u. 44 Inkunabeln überliefert sind“. Mit dem Vermächtnis war zugleich ein Stipendium verbunden, das über mehrere Jahrhunderte hinweg Bestand hatte. Volkmar von Andertens Büchersammlung bildete zusammen mit der Schenkung des Konrad von Sarstedt den Grundstock der Stadtbibliothek Hannover. Weitere Stiftungen waren je eine Vikarie am Lübecker Dom und in der Kapelle seines Verwandten Arnold von Hesede auf dem Rathaus von Hannover.
Er wurde im Dom zu Lübeck unter einer Figurengrabplatte begraben. Sie befand sich ursprünglich im Querschiff vor dem nördlichen Eingang zum Chor und liegt heute stark abgetreten im Querschiff vor dem Lettner.